# Létavértes
Létavértes – miasto na wschodnich Węgrzech, w komitacie Hajdú-Bihar. Populacja wynosi 7058 osób (styczeń 2011).

## Współpraca
Miejscowości partnerskie:
- Écaussinnes, Belgia
- Săcueni, Rumunia